# Micrathyria hippolyte
Micrathyria hippolyte – gatunek ważki z rodziny ważkowatych (Libellulidae). Występuje na terenie Ameryki Południowej.